# Panzerfaust 44
Panzerfaust 44 (цифра «44» — калибр 44 мм, сокр. Pzf 44, также нем. Leichte Panzerfaust и нем. Lanze, буквально «лёгкий бронекулак» и «копьё», соответственно) — немецкий ручной противотанковый гранатомёт, разработанный компанией Dynamit Nobel AG в 1960-м году.
Panzerfaust 44 «Lanze» имеет многоразовое пусковое устройство. Ствол гладкий, оснащён рукояткой управления огнём, ударно-спусковым механизмом и креплениями для оптического прицела. Pzf 44 ведёт огонь кумулятивной гранатой с надкалиберной боевой частью. Существовало несколько модификаций гранатомёта, например Pzf 44 1A1 или Pzf 44 2A1. Бронепробиваемость достигала 370 мм катанной гомогенной брони.
Противотанковый гранатомёт Pzf 44 является дальнейшим развитием идей, заложенных германскими конструкторами ещё в период Второй Мировой войны в гранатомётах Панцерфауст. Разработка второго поколения германских противотанковых гранатомётов была начата концерном Dynamit-Nobel AG примерно в 1960 году, а в середине 60-х новый гранатомёт был принят на вооружение Бундесвера. В ряде модификаций этот гранатомёт прослужил до начала 90-х годов, когда ему на смену пришёл гранатомет третьего поколения. Panzerfaust 3 (Pzf 3).